# (2646) Abetti
(2646) Abetti (1977 EC1) – planetoida z pasa głównego asteroid okrążająca Słońce w ciągu 5,23 lat w średniej odległości 3,01 j.a. Odkryta 13 marca 1977 roku.